# Гейне, Фердинанд
Фердинанд Гейне (1809—1894) — немецкий орнитолог и коллекционер птиц.
В середине XIX века владел одной из крупнейших частных коллекций птиц. В настоящее время она размещена в музее в Хальберштадте, включает 27 000 образцов (тушек) и 15 000 книг. О ней писал Жан Луи Кабанис.

## Биография
Женился в 1839 году. В 1840 году родился Фердинанд Гейне младший, самый младший из восьми его детей.

## Таксоны
В честь учёного названы следующие таксоны (подвиды и виды): Calandrella rufescens heinei, Clytorhynchus vitiensis heinei, Tangara heinei, Zoothera heinei.